# Kenta Hirose
Kenta Hirose (広瀬 健太 Hirose Kenta?), född 26 juni 1992 i Saitama prefektur, är en japansk fotbollsspelare.
Hirose började sin karriär 2015 i Shonan Bellmare. 2016 flyttade han till Tochigi SC. Han spelade 54 ligamatcher för klubben. Efter Tochigi SC spelade han för Albirex Niigata.